# Letto
Letto – indonezyjski zespół muzyczny grający pop/rock. Został założony w 2004 roku w Yogyakarcie.
Swój pierwszy album (w składzie Sabrang „Noe” Panuluh – wokal, Agus „Patub” Riyono – gitara, Ari „Arian” Prastowo – bas, Dedi „Dhedhot” Riyono – perkusja) wydali w 2005 roku.
Do przebojów Letto należą utwory takie jak „Sandaran Hati”, „Sebelum Cahaya” i „Ruang Rindu”.

## Dyskografia
Albumy studyjne
- 2005: Truth, Cry, and Lie
- 2007: Don’t Make Me Sad
- 2009: Lethologica
- 2011: Cinta... Bersabarlah